# Don Murray
Donald Patrick Murray (født 31. juli 1929, død 2. februar 2024) var en amerikansk skuespiller. Murray er bedst kendt for sit gennembrud i filmen Bus Stop (1956), med Marilyn Monroe. Filmen indbragte ham en nominering for en Oscar for bedste mandlige birolle. Andre film af hans inkluderer Narkomanen (1957), Kampen uden nåde (1959), One Foot in Hell (1960), The Hoodlum Priest (1961), Storm over Washington (1962), Oprør på abernes planet  (1972) og Peggy Sue blev gift (1986).